# História do Atol Palmyra

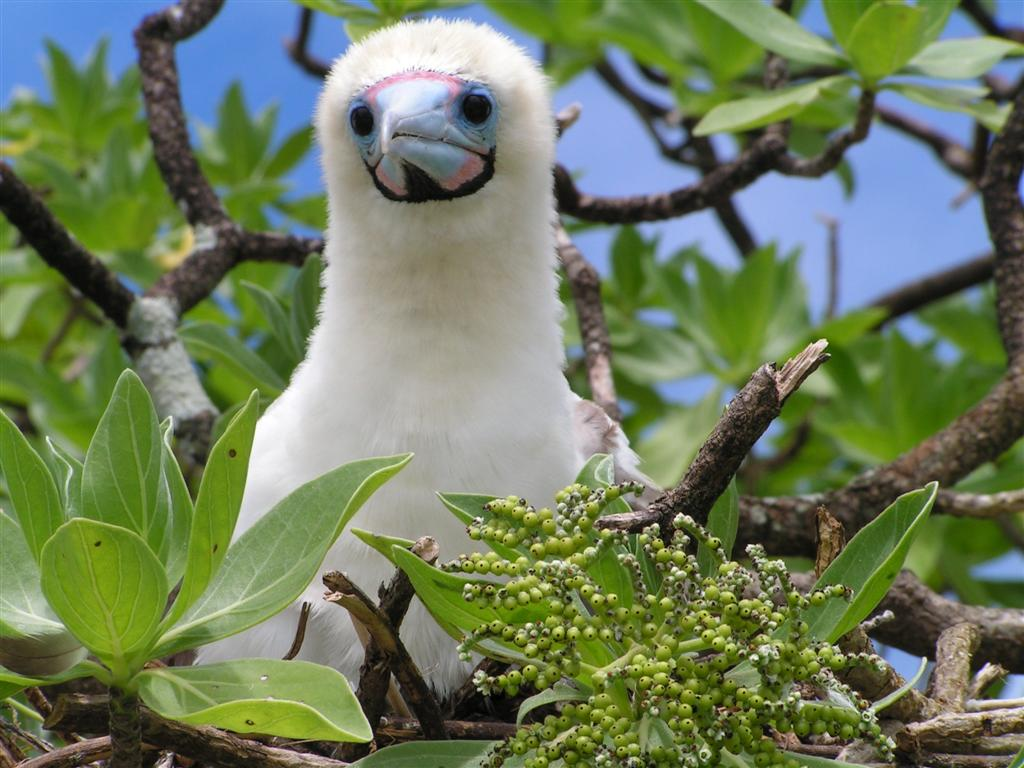
Sula sula nidificando em Heliotropium foertherianum

A História do Atol Palmyra corresponde a história desse atol situado no Oceano Pacífico Norte, é um território dos Estados Unidos da América.

## Descoberta
O Primeiro avistamento conhecido de Palmyra ocorreu em 1798 a bordo do navio de caça de focas americano Betsy, em uma viagem á Ásia, de acordo com as memórias do capitão Edmund Fanning de Stonington, Connecticut Fanning escreveu que havia acordado três vezes durante a noite anterior e, após a terceira vez, tomou isso como uma premonição, ordenando que Betsy parasse para o resto da noite , Na manhã seguinte, Betsy retomou a navegação, mas apenas cerca de uma milha náutica mais adiante, ele acreditou ter avistado o recife mais tarde conhecido como Ilha Palmyra. Se o navio tivesse continuado seu curso à noite, poderia ter naufragado. A alegação do capitão Fanning de ter descoberto a própria Palmyra foi contestada, sob a visão de que ele havia alcançado apenas o recife Kingman a 34 milhas (55 quilômetros) de distância e não poderia ter visto Palmyra daquela distância. Na página 3, o jornal de Baltimore The Telegraphe and Daily Advertiser de 29 de julho de 1803, parece citar diretamente o diário de Fanning: "Supomos que vimos terra do mastro ao sul do banco de areia (Kingman Reef), mas estava tão nebuloso que não tínhamos certeza." Isso entraria em conflito com o livro de Fanning de 1833, no qual ele, ao se referir ao Kingman Reef, escreveu "Subi no alto e, com a ajuda do vidro, pude ver claramente a terra acima dele, bem ao sul."
Em 7 de novembro de 1802, o navio Palmyra , sob o comando do capitão Cornelius Sowle (às vezes escrito "Sawle"), naufragou no recife, que recebeu o nome do navio. Sem uma passagem navegável para barcos através do recife a partir do mar, ele nunca foi habitado. A falta de pesquisas arqueológicas no atol deixa em aberto a questão da habitação antes do contato europeu. Como resultado, nenhum marae , artefatos de basalto ou evidências de assentamentos nativos polinésios , micronésios ou outros assentamentos nativos pré-europeus antes de 1802 foram relatados em Palmyra.
Na época de sua descoberta, o capitão Sowle escreveu:
Não há habitantes na ilha, nem foi encontrada água doce; mas cocos [ sic ] de tamanho muito grande são abundantes; e peixes de vários tipos e em grandes cardumes cercam a terra.

## Tesouro de Esperanza
Durante os séculos XIX e XX, circularam no Pacífico histórias de um grande tesouro de ouro , prata e pedras preciosas (às vezes descrito como tesouros incas [ âncora quebrada ] ) que havia sido saqueado no Vice-Reino do Peru . Uma tripulação carregou-o em segredo no navio Esperanza no porto de Callao , Peru , e embarcou no Oceano Pacífico em 1º de janeiro de 1816, com destino às Índias Ocidentais espanholas .
De acordo com um sobrevivente, o marinheiro James Hines, o Esperanza foi pego por uma tempestade que desmastrou e danificou o navio, após o que foi atacado e abordado por piratas, que carregaram o tesouro e a tripulação sobrevivente em seu próprio navio. O Esperanza afundou, e os piratas e seus cativos navegaram para o oeste através do Pacífico em direção a Macau .
Após 43 dias, o navio dos piratas encontrou uma tempestade, perdeu o curso e atingiu o recife de corais ao redor da Ilha Palmyra, quebrando o mastro. Os 90 homens a bordo conseguiram puxar o navio para mais perto da terra, mas ele não estava em condições de uso. Eles descarregaram o tesouro na ilha, distribuíram parte e enterraram o resto. Eles consertaram parte do barco e a maior parte da tripulação foi embora, para nunca mais se ouvir falar deles. Os dez homens restantes passaram a maior parte de um ano em Palmyra vivendo de suprimentos escassos e comida local. Eles passaram três meses construindo um pequeno barco de fuga, no qual seis homens deixaram Palmyra. Destes, quatro foram levados ao mar por uma tempestade e os outros dois foram resgatados por um baleeiro americano com destino a São Francisco . Um morreu no caminho. O sobrevivente, James Hines, foi internado em um hospital, mas morreu 30 dias depois.
Antes de Hines morrer, ele escreveu cartas descrevendo o caso e a localização do tesouro, que originalmente incluía 1,5 milhão de pesos de ouro espanhóis e um valor igual em prata (possivelmente consistindo de obras de arte pré-colombianas ). Por volta de 1903, mais de 95 anos depois, as cartas foram supostamente depositadas para guarda com o Capitão William R. Foster, o capitão do porto de Honolulu , por um marinheiro que estava indo para as Ilhas Salomão, mas nunca retornou. Depois de guardar as cartas por 20 anos em um baú de ferro, Foster as revelou a um repórter, que publicou os detalhes.   Uma variante conflitante da história foi publicada pelo Capitão FD Walker de Honolulu em 1903 e em 1914 Em 1997, William A. Warren entrou com uma reclamação federal de salvamento para um navio afundado no atol que ele alegou ter um tesouro do Esperanza , mas ele abandonou sua reivindicação após objeção legal dos Fullard-Leos, que possuíam a maior parte de Palmyra.
A lenda do Esperanza e do Santa Rosa (um navio que supostamente recuperou o tesouro do Esperanza e navegou de volta para Honolulu) inspirou uma história de Jack London chamada "The Proud Goat of Aloysius Pankburn", que foi publicada como parte das histórias de David Grief de Londres no Saturday Evening Post . 

## Visitas Americanas
O atol foi visitado pelo USS  Porpoise em 1842 como parte da United States Exploring Expedition , liderada por Charles Wilkes . Isso marcou a primeira visita a Palmyra por uma expedição científica. Várias amostras vivas de plantas e animais nativos foram coletadas. Em seu 23º volume registrando as descobertas do USXX , Wilkes escreveu sobre Palmyra, mencionando alguns habitantes não especificados naquela época:

Esta ilha é habitada... É lamentável que todas essas ilhas isoladas não sejam visitadas por nossos navios nacionais, e que relações amistosas sejam mantidas com eles. O benefício e a assistência que qualquer marinheiro naufragado pode obter de seus rudes habitantes, compensariam o tempo, o trabalho e as despesas que tais visitas ocasionariam.
Em 1859, o Atol de Palmyra foi reivindicado pelos Estados Unidos tanto por Alfred Benson quanto pelo Dr. Gerrit P. Judd do brigue Josephine , de acordo com a Lei das Ilhas Guano de 1856, mas não havia guano para ser extraído, então as reivindicações foram abandonadas.

## Parte do Território dos EUA do Havaí (1900-1959)
Em 1898, os Estados Unidos, pela Resolução Newlands, anexaram a República do Havaí , anteriormente o Governo Provisório do Havaí , e Palmira com ela. Um Ato do Congresso tornou todo o Havaí, incluindo Palmira, um "território incorporado" dos Estados Unidos naquela época. ( Ato de 30 de abril de 1900, cap. 339, §§ 4–5.) Em 14 de junho de 1900, Palmira tornou-se parte do novo Território dos EUA do Havaí.
William Ringer Sr. morreu em 1909, sobrevivido por sua esposa e três filhas menores. Em 1912, Henry Ernest Cooper comprou os direitos herdados das filhas de seu tutor legal e solicitou o registro do título Torrens para toda Palmyra para si mesmo. Após uma contestação no tribunal, a propriedade do atol por Cooper foi considerada pela Suprema Corte do Havaí como sujeita aos direitos vendidos pela viúva de Ringer para Henry Maui e Joseph Clarke. Os interesses de Maui e Clarke, observados pela Suprema Corte dos EUA em 1947, foram divididos em um terço para Bella Jones de Honolulu em 1912  e o restante passou para seus herdeiros. 
Cooper visitou a ilha em julho de 1913 com os cientistas Charles Montague Cooke Jr. e Joseph F. Rock , que escreveram uma descrição científica do atol. O botânico Rock descobriu coqueiros incomuns em 1913, que o especialista em palmeiras Odoardo Beccari identificou como Cocos nucifera palmyrensis (Becc.), o tipo de coco com os maiores, mais longos e mais triangulares (em seção transversal) frutos do mundo, existindo apenas em Palmyra. (O parente aparentemente mais próximo do Cocos nucifera ocorre apenas nas distantes Ilhas Nicobar, no Oceano Índico .)  Os "cocos gigantescos" foram colocados em exposição em Honolulu em 1914, juntamente com pinturas de Palmyra pelo artista havaiano D. Howard Hitchcock ,  que acompanhou Cooper à ilha.

Em setembro de 1921, como parte de um esforço nacional para documentar melhor as áreas costeiras e periféricas de propriedade dos Estados Unidos, um pequeno destacamento naval foi enviado a Palmyra para conduzir os primeiros levantamentos aéreos do atol. Os eventos daquela viagem foram registrados por um farmacêutico naval , ML Steele, que escreveu:
Durante nossa visita, o clima estava delicioso. O destacamento permaneceu nessas ilhas por dois dias e elas eram perfeitas para voar, proporcionando uma oportunidade de tirar fotos aéreas maravilhosas. O oficial comandante e os aviadores fizeram vários voos e o fotógrafo oficial estava em seu elemento.
Na época, Palmyra era ocupada por três americanos: o Coronel William Meng, sua esposa e Edwin Benner Jr.  Enquanto estava lá, o USS Eagle Boat 40 , que transportou aeronaves e equipamentos fotográficos para as ilhas, fez uma rara exceção à regulamentação naval e levou a bordo a esposa, a Sra. Meng, para devolvê-la a Honolulu para assistência médica, pois ela não estava lidando bem com o isolamento e as difíceis condições físicas de Palmyra.
Em 19 de agosto de 1922, Cooper vendeu sua participação no atol, exceto duas ilhotas menores, para Leslie e Ellen Fullard-Leo por US$ 15.000 (equivalente a US$ 273.042 em 2023). Eles estabeleceram a Palmyra Copra Company para colher os cocos que cresciam no atol. Seus três filhos, incluindo o ator Leslie Vincent , continuaram como proprietários depois, sujeitos a um período de administração militar e construção pela Marinha antes e durante a Segunda Guerra Mundial, de 1939 a 1945. Em 2000, a The Nature Conservancy adquiriu a maioria do Atol de Palmyra da família Fullard-Leo por US$ 30 milhões (equivalente a US$ 53.078.261 em 2023).

## Território do Atol Palmyra (1959-presente)
Quando o Havai foi admitido nos Estados Unidos em 1959, Palmira foi explicitamente separada do novo estado,  permanecendo um território federal incorporado , a ser administrado pelo secretário do interior  sob uma ordem executiva presidencial . 
Em 1962, o Departamento de Defesa usou Palmyra como um local de observação durante vários testes de armas nucleares de alta altitude bem acima do Atol Johnston . Um grupo de cerca de dez homens apoiou os postos de observação durante esta série de testes, enquanto cerca de 40 pessoas realizaram as observações. 
Alby Mangels , o aventureiro australiano e documentarista do World Safari , visitou o atol durante sua viagem de seis anos na década de 1970. 
No início de 1979, o governo dos EUA começou a explorar a ideia de armazenar resíduos nucleares em ilhas remotas do Pacífico, como Palmira. Aqueles que conheciam a ilha e a região não viam nenhum benefício nessa ideia, comentando sobre os efeitos devastadores que um vazamento desses tanques de armazenamento criaria.  Em 1982, uma proposta formal foi escrita que "analisa a proposta de armazenar combustível nuclear usado na Ilha Palmira, um território dos EUA a quase mil milhas ao sul do Havaí . A proposta tem implicações militares, políticas, sociais e técnicas."  A ideia foi abandonada logo após a proposta, e nenhuma instalação de armazenamento foi construída.
1. ↑  Fanning, Edmund (1924). Voyages & discoveries in the South Seas, 1792-1832. Snell Library Northeastern University. [S.l.]: Salem, Mass. : Marine Research Society
2. ↑  Dehner, Steve (1 de abril de 2019). THE ARMCHAIR NAVIGATOR I: Supplements to Post-Spanish Discoveries in The Pacific (em inglês). [S.l.]: Bad Tattoo Inc.
3. ↑  Howay, F. W. (1933). «Captain Cornelius Sowle on the Pacific Ocean». The Washington Historical Quarterly (4): 243–249. ISSN 0361-6223. Consultado em 13 de julho de 2024
4. ↑  Brainard, Russel.  (PDF) [file:///C:/Users/carlo/Downloads/noaa_23421_DS1.pdf file:///C:/Users/carlo/Downloads/noaa_23421_DS1.pdf] Verifique valor |url= (ajuda) Em falta ou vazio |título= (ajuda)
5. ↑  «Excerpt from The Naval Chronicle for 1805 · Palmyra Archive». web.archive.org. 7 de março de 2017. Consultado em 13 de julho de 2024
6. ↑  «Palmyra Atoll @ nationalgeographic.com». web.archive.org. 2 de dezembro de 2013. Consultado em 13 de julho de 2024
7. ↑  «Newspaper Article: Priceless Treasures of the Incas may be Buried on Island in Palmyras · Palmyra Archive». web.archive.org. 14 de agosto de 2017. Consultado em 13 de julho de 2024
8. ↑  «Newspaper Article: Honolulu Man Knows Where Much Silver has been Buried · Palmyra Archive». web.archive.org. 14 de agosto de 2017. Consultado em 13 de julho de 2024
9. ↑  «Newspaper Article: Pirates' Buried Bullion May Be Found on Palmyra · Palmyra Archive». web.archive.org. 14 de agosto de 2017. Consultado em 13 de julho de 2024
10. ↑  «Internet Archive: Digital Library of Free & Borrowable Books, Movies, Music & Wayback Machine». archive.org. Consultado em 13 de julho de 2024
11. ↑  «The Proud Goat of Aloysius Pankburn · Palmyra Archive». web.archive.org. 11 de agosto de 2017. Consultado em 13 de julho de 2024
12. ↑  «Newspaper Article: Judge Cooper off for Pirates' Treasure Isle of Palmyra · Palmyra Archive». web.archive.org. 11 de agosto de 2017. Consultado em 13 de julho de 2024
13. ↑  «Excerpt from United States Exploring Expedition, Vol XXIII · Palmyra Archive». web.archive.org. 24 de dezembro de 2016. Consultado em 13 de julho de 2024
14. ↑  «DOI Office of Insular Affairs (OIA) - Palmyra Atoll». web.archive.org. 31 de outubro de 2007. Consultado em 13 de julho de 2024
15. ↑  Humanities, National Endowment for the (23 de abril de 1914). «Honolulu star-bulletin. [volume] (Honolulu [Oahu, Hawaii]) 1912-2010, April 23, 1914, 2:30 Edition, Image 4»: FOUR. ISSN 2326-1137. Consultado em 13 de julho de 2024
16. ↑  «Periodical Excerpt: Hospital Corps Quarterly · Palmyra Archive». web.archive.org. 2 de fevereiro de 2017. Consultado em 13 de julho de 2024
17. ↑  «The Nature Conservancy in Palmyra Atoll - History | The Nature Conservancy». web.archive.org. 23 de agosto de 2017. Consultado em 13 de julho de 2024